# Залава
Залава (пол. Zaława) — село в Польщі, у гміні Хлевіська Шидловецького повіту Мазовецького воєводства.
Населення — 312 осіб (2011).
У 1975–1998 роках село належало до Радомського воєводства.

## Демографія
Демографічна структура станом на 31 березня 2011 року:
|          | Загалом | Допрацездатний вік | Працездатний вік | Постпрацездатний вік |
| -------- | ------- | ------------------ | ---------------- | -------------------- |
| Чоловіки | 149     | 33                 | 100              | 16                   |
| Жінки    | 163     | 31                 | 78               | 54                   |
| Разом    | 312     | 64                 | 178              | 70                   |